# Джуверешть
Джуверешть, Джуверешті (рум. Giuvărăști) — комуна у повіті Олт в Румунії. До складу комуни входить єдине село Джуверешть.
Комуна розташована на відстані 133 км на південний захід від Бухареста, 75 км на південь від Слатіни, 91 км на південний схід від Крайови.

## Населення
За даними перепису населення 2002 року у комуні проживали 2732 особи, усі — румуни. Усі жителі комуни рідною мовою назвали румунську. За віросповіданням усі жителі комуни — православні.

## Зовнішні посилання
- Дані про комуну Джуверешть на сайті Ghidul Primăriilor